# 許香桂
許 香桂（きょ こうけい、Xu Xianggui、1831年 - 1856年）、清末の天地会の蜂起の指導者の一人。
湖南省郴州出身。生員の焦玉晶に嫁ぎ、姉の許月桂は焦玉晶の兄の焦亮のもとに嫁いだ。焦亮兄弟は郷試に落第したため、清朝打倒の志を抱くようになり、天地会に参加し、許月桂・許香桂姉妹も組織の指導者となった。
1851年、太平天国軍が永安に侵入すると焦亮は太平天国軍に参加したが、翌年に清軍に捕らえられ北京で処刑された。1854年、許香桂・許月桂・焦玉晶は武装蜂起を開始した。許香桂は勇戦し元帥に推され、許月桂は組織を善くまとめ大元帥に推され、許姉妹の名は知られるようになった。
1855年、何禄率いる広東天地会と胡有禄・朱洪英率いる広西天地会が湖南省に進軍すると、許香桂らは彼らと連携して湖南省の奪取を企てた。何禄軍が6月に郴州・桂陽・茶陵を占領すると、許香桂・許月桂・焦玉晶も衆を率いて参加し、焦玉晶は三省大営軍師に任命された。しかし9月に清軍は桂陽と茶陵を奪回し、郴州への攻撃を開始した。許香桂・許月桂・焦玉晶は郴州救援に向かったが失敗し、転戦の結果江華を占領した。11月に郴州は陥落し、何禄は戦死した。1856年1月、江華を退出したが、寧遠で清軍と戦闘になり許香桂は捕らえられ処刑された。許月桂と焦玉晶は偽って投降したが、見破られてやはり処刑された。